# Gragnano Calcio 1939
L'Associazione Sportiva Dilettantistica Gragnano Calcio 1939, più comunemente conosciuta come Gragnano, è la principale società calcistica di Gragnano, nella Città metropolitana di Napoli, in Campania. I colori sociali del club sono il blu ed il giallo ed il simbolo è un leone ruggente. Nel 2020 la squadra è stata sciolta per motivi societari, vendendo il titolo alla squadra di San Marzano

## Storia
Nel 1939 un gruppo di pastai fonda l’Intergragnano Calcio, nasce così la prima società di calcio della città della pasta. Il presidente è Sebastiano Vicinanza, i colori sociali della squadra sono il giallo ed il blu.
L’Intergragnano milita in Serie C per quattro anni, ovvero dal 1944 al 1948 e riesce ad imporsi su scala regionale ed Interregionale. Nel 1947 il Gragnano conquista la Coppa L.I.S. ( Lega Interregionale Sud).
Nel 1960 poi la prima svolta per il calcio gragnanese : cancellato l’Intergragnano dai campionati di calcio nel 1957, prende forma il nuovo sodalizio sportivo Enal Gragnano, grazie all’intensa attività di un grande appassionato di calcio,  Don Vittorio Sorvillo che riesce a costituire la squadra Pulcini – Nagc, Lega Ragazzi- Lega Giovanile e Prima Squadra coinvolgendo più di duecento giovani . I colori sociali in omaggio alla città di Gragnano sono il giallo e il rosso . Alcuni giovani calciatori dell’Enal Gragnano, selezionati dal Tecnico Federale Nazionale, mister Vultaggio, vengono avviati al Centro di Addestramento di Coverciano, sede degli allenamenti della Nazionale.
Dopo circa 5 anni nasce la Leonida (squadra formata da appassionati di Piazza San Leone) e nasce la Leonida Gragnano su iniziativa di Antonio Di Massa. 
La nuova società resta in vita fino al 1972, anno in cui nasce il Real Gragnano.
Negli anni '90 nasce la Società Sportiva Calcio Gragnano.
Il primo presidente della S.S.C. Gragnano è l'ingegnere Antonio Ruocco che riesce a portare la compagine della città della pasta in Interregionale. L'avventura nei Dilettanti dura però una sola stagione.
Il Gragnano resta nel limbo dell'Eccellenza e ai gialloblù non riesce per anni il salto in Serie D, fino a quando la squadra passa nelle mani della nuova società presieduta da Enzo Cannavacciuolo (mancato prematuramente nel 2010), il quale grazie a numerosi sforzi economici riesce a riportare la squadra nella stagione 2006/07 in Serie D, battendo i siciliani del Carini, dopo che per anni aveva visto svanire il sogno promozione nelle varie finali regionali perse con Villafranca e Castrovillari. Da ricordare anche le due finali perse di Coppa Eccellenza Campania, con Ischia e Casertana.
La stagione 2007/08 segna il ritorno del Gragnano in Serie D, con un ottimo piazzamento finale che vale la salvezza sul campo, malgrado sia stato costretto a giocare nel vicino Stadio Romeo Menti di Castellammare di Stabia per l'inagibilità dell'impianto gragnanese. Nel 2008 la società si è vista costretta a cedere il titolo di serie D ad una nuova società della città di Pozzuoli denominata Atletico Puteolana 2008 la quale, dopo essere retrocessa in Eccellenza nella stagione successiva, lo ha riconsegnato alla città di Gragnano che lo ha poi rivenduto alla Real Boschese.
Dopo alcuni anni in cui il calcio è scomparso dalla città, nell'estate del 2013 rinasce nuovamente la S.S.C. Gragnano grazie al nuovo presidente Franco Minopoli il quale acquista il titolo sportivo di Prima Categoria del Ristor Lettere. Finisce il campionato al secondo posto e vince ai play-off contro il Teora venendo promosso in Promozione. A fine stagione la società si è fusa con la Libertas Stabia creando il Gragnano Calcio F.C., iscritto in Eccellenza, mentre il vecchio titolo sportivo di Promozione è stato ceduto alla Boys Pianurese, che militava in Prima Categoria. Nella stagione 2014/15 il Gragnano riesce a raggiungere, dopo 8 anni di assenza, la promozione in Serie D. Le partite casalinghe vengono disputate nella prima parte della stagione nello Stadio Romeo Menti Castellammare di Stabia, successivamente si gioca al San Michele di Pimonte.
Nell'estate 2015 il Gragnano Calcio F.C. cambia denominazione sociale per la nuova stagione in serie D, nasce così: A.S.D. Città di Gragnano. Lo sponsor ufficiale diventa il Pastificio Lucio Garofalo, già impegnato nella sponsorizzazione col Napoli, mentre lo sponsor tecnico è la Givova. Il presidente onorario è Vincenzo Martone.
Le prime partite casalinghe vengono giocate allo stadio Massaquano di Vico Equense fino al 9 novembre 2015 quando, terminati i lavori di ristrutturazione, riapre il nuovo stadio Comunale San Michele di Gragnano.
Il Gragnano si salva agevolmente raggiungendo il decimo posto ed evitando i play-out.
Nell'estate 2016 entra in società come socio di maggioranza Carmine Franco.
Dopo un avvio incerto che vede l'esonero del tecnico Masecchia e l'azzeramento delle precedenti cariche dirigenziali, la rivoluzione porta sulla panchina Giovanni Ferraro, con Casapulla direttore sportivo e Bruno Giordano direttore tecnico. 
Nel 2019 retrocede in eccellenza dopo aver perso i play out contro il Nardò.

## Allenatori e presidenti
| Allenatori - 1939-1988 ... - 1988-1989 Luigi Salerno - 1989-1994 ... - 1994-1995 Antonio Simonetti - 1995-1996 Gaetano Di Liddo - 1996-1997 Petrone Antonio Simonetti - 1997-1998 Antonio Simonetti Ruffelli - 1998-2004 ... - 2004-2005 Giuseppe Monti Salvatore Amura Sebastiano Scarfato Catello Gargiulo - 2005-2006 Amerigo Ferrara Domenico Citarelli - 2006-2007 Salvatore Amato Domenico Citarelli Carmelo Condemi - 2007-2008 Carmelo Condemi Antonio Foglia Manzillo Carmelo Condemi - 2008-2013 carica vacante - 2013-2014 ... - 2014-2015 ? Maurizio Coppola - 2015-2016 ? Maurizio Coppola - 2016-2017 Giovanni Masecchia Giovanni Ferraro - 2017-2019 Rosario Campana - 2019-2020 Alfonso Belmonte Antonio Maschio Arturo La Fata - 2020-2022 Antonio Marasco - 2022- Antonio Somma | Presidenti - 1939-1980 ... - 1980-1981 Franco Longobardi - 1981-2004 ... - 2004-2005 Enzo Cannavacciuolo, Simone Lettieri - 2005-2006 Michele Serrapica - 2006-2007 Tonino Vitiello - 2007-2008 Sergio Cannavacciuolo - 2008-2013 carica vacante - 2013-2016 Franco Minopoli - 2016-2017 Carmine Franco - 2017-2019 Vincenzo Martone - 2019 Pasquale Varone - 2019-2020 Ilaria Sonnino - 2020-2021 Salvatore Vigorito - 2021- Sabatino Scala |

## Palmarès

### Competizioni regionali
- Eccellenza: 1

2014-2015 (girone B)
- Promozione: 1

1992-1993 (girone B)

### Altri piazzamenti
- Eccellenza:

Secondo posto: 1994-1995 (girone B), 2004-2005 (girone B), 2005-2006 (girone B), 2006-2007 (girone B)
- Coppa Italia Dilettanti Campania:

Finalista: 2003-2004, 2006-2007
Semifinalista: 2014-2015

## Statistiche e record

### Partecipazione ai campionati
| Livello | Categoria                 | Partecipazioni | Debutto   | Ultima stagione | Totale |
| ------- | ------------------------- | -------------- | --------- | --------------- | ------ |
| 3º      | Serie C                   | 2              | 1946-1947 | 1947-1948       | 2      |
| 4º      | Promozione                | 1              | 1948-1949 | 1948-1949       | 5      |
| 4º      | Serie D                   | 4              | 2015-2016 | 2018-2019       | 5      |
| 5º      | Campionato Interregionale | 1              | 1985-1986 | 1985-1986       | 2      |
| 5º      | Serie D                   | 1              | 2007-2008 | 2007-2008       | 2      |

## Tifoseria

### Gemellaggi e rivalità
Gemellaggi
• Altamura
Rivalità
- Frattese[4]